# 坊望
坊望，又称里望，是中晚唐时期一种模仿郡望的称呼方式。        

## 发展
浙江大学历史系教授梁太济认为，唐初以来的大一统局面以及长期的和平环境，又经历了安史之乱的大动乱，那些高门望族的生存环境和生活条件都有了较大的变化，甚至“唯郑氏不离荥阳”的荥阳郑氏也都城居了，其他鼎甲之家的迁徙之剧、变化之烈更加明显。既然迁徙至他处的高门望族，如岗头卢，泽底李、土门崔家、八宝崔家等所彰示，由于原有郡望已经不能确切予以表识，而另行改用更醒目的称呼，所以其迁居两京（长安、洛阳）的房分或家族，改用坊望予以称呼。
城居以后的高门望族，绝大多数已不再保持宗族聚居形式，虽属同一祖先或同一房分的后人，分居不同的坊反而变得十分常见。比如“杨氏盛门”，分居于履道坊、靖恭坊、修行坊、新昌坊四坊，他们不仅同属弘农杨氏，而且同属弘农杨氏中的越公房。履道坊在洛阳，居住于履道坊的杨凭、杨凝兄弟虽冠以履道坊望，但他们在长安永宁坊又另有其第宅。荥阳郑氏迁入长安者，出于北祖的郑余庆与出于南祖的郑𬘡同住昭国坊，可是与郑余庆不仅同出北祖，而且还是同祖父堂兄弟的郑珣瑜，两人关系显然远较郑𬘡为近，但却并未同住一坊，郑珣瑜与其子郑朗的第宅另在宣平坊。另外卢光济所撰《王涣墓志》中记载“故相国太平郑公与君有中外之密”，此“相国太平郑公”经岑仲勉考订“即郑延昌，当是住在太平坊，故称太平郑相”。郑延昌亦出自郑氏北祖，是郑珣瑜、郑余庆的从孙。这样，荥阳郑氏北祖的后人迁居长安者，至少分居于昭国坊、宣平坊、太平坊三坊。为了在称谓上予以区别，当然有多种方法，而更简便，在中晚唐更为流行的风习，却是如弘农杨氏越公房四家，荥阳郑氏北祖三家那样，以所居之坊分别称之。《因话录》中用“永宁少师”和“靖安少师”称呼两位宰相李固言和李宗闵，李固言出自赵郡李氏南祖，李宗闵出自宗室小郑王房，名义上属于陇西李氏，出自不同郡望的李固言和李宗闵，竟也被人以坊望予以区别。称坊望的风习，便这样仿照社会上仍然流行的称郡望风习，并依傍称郡望风习，而流行了。
这种称坊望风习，《国史补》、《南部新书》皆说是“近俗”。《国史补》约成书于唐文宗大和年间（827年-835年）。《南部新书》据卷首钱明易《序》，成书于宋真宗大中祥符年间（1008年-1016年）。两者相距约180年。由于《南部新书》所载皆唐时故事，间及五代，其所书“近俗”，实系沿袭唐人，或许即《国史补》的用语，非著书当时之“近俗”。从两书所举实例判断，李吉甫是唐宪宗朝宰相，而靖恭、修行二杨家已是晚唐的风云人物，则《南部新书》之“近俗”，实已囊括整个中晚唐。虽然《资治通鉴》胡三省注认为称坊望仅只是“唐末”的习俗，而《新唐书·李景让传》则是将它的起点置于“元和后”的，这也许是对《国史补》所书“近俗”的合理铨释。《太平广记·卷一八八》引《嘉话录》和《太平广记·卷一八六》引《嘉话录》都记载了唐德宗贞元年间称坊望的风习，而《嘉话录》皆是作者韦绚在长庆元年在夔州向刺史刘禹锡问学之所得，成书虽在大中年间，书中涉及的唐德宗朝政事，当是永贞元年刘禹锡贬离京师前的亲见亲闻，只是其间难免会有后出用语的羼杂。因此大致判断，贞元年间称坊望风习可能业已出现。
关于被冠以坊望而称的对象，《国史补》和《南部新书》都说是“权臣”，《资治通鉴》胡三省注说是“大臣有时望者”，《新唐书·李景让传》说是“大臣有德望者”。“大臣”未必都是“权臣”，“大臣”或“权臣”也未必个个都有“德望”或“时望”，有“德望”或“时望”者也未必都是“大臣”或“权臣”。只是从所加的这些限定词中，可以体味到得以称坊望的人是有所选择的。宰相当然既是“大臣”又是“权臣”。从遗留至今的称坊望实例来看，开始它也确实多用于对曾居相位者的称呼。随着时间的推移，得以称坊望的对象也在日益扩大。大和年间，坊望业已扩大至用以称侍御史一类官员。与此大约同时或稍后，对侍郎，乃至郎中、员外郎、左右补阙等亦称坊望的现象就不再罕见了。诸司侍郎是正四品下“清望官”；郎官、拾补、侍御的官品更低，却也仍然是“清官”要职。到了晚唐，甚至出现了对采缬铺主人乃至普通居士亦称坊望的记载。
唐代对人的称谓，除姓名、表字、别号以外，尚有官名（包括其别称、俗称）、封爵、谥号、籍贯、郡望、行第等等，称坊望只是众多称谓中较后出的一种。称坊望的形式也很多，最常见的形式是往往在坊名前后缀以官名、姓氏、封邑、行第，以及未必定是爵位的尊称“公”，如“靖安李少师”，“安邑刘补阙”，“丞相修行杨公”，“光德刘公”，“永宁王二十”。大都不揭示其名，但亦时有例外，如“永宁李相蔚”。就对某一个人而言，坊望往往是与其他不只一个称谓重叠而称的，而就涉及多人的某条记事而言，则又往往出现对此人用坊望，对彼人不用坊望，诸种称谓交错混杂而用的现象。也有在同一记载中对同一人更迭使用坊望及其他称谓的。
中晚唐应进士科试或科目选试士人举子的请谒行卷求知己活动，对称坊望风习的形成和扩展，起着推动或助长作用。请谒行卷求知己，要“卷头有眼”，即首先要找准对象。其次，即使“不必孜孜求见”，也得要“投谒庆吊及时”，都是必须亲自登门的。这就要熟悉其门户所在，首要的是住在哪一坊。每年集中长安的举子不下千人，每名举子请谒的对象绝不会只限于一人。冠有坊名的一张张名单流转其闻，其数量也就相当可观。称坊望风习，趁此涌现，趁此泛涨。
首都师范大学历史学院硕士研究生吕冠军认为，弘农杨氏越公房四大坊望都是通过科举制度尤其是进士科而崛起的官僚家族，这些家族累世高官，成为当时京城中的名门望族。修行、靖恭、履道、新昌等坊望称呼也逐渐代替“弘农杨氏”这一中古郡望，成为杨氏越公房四大家族新的身份坐标。

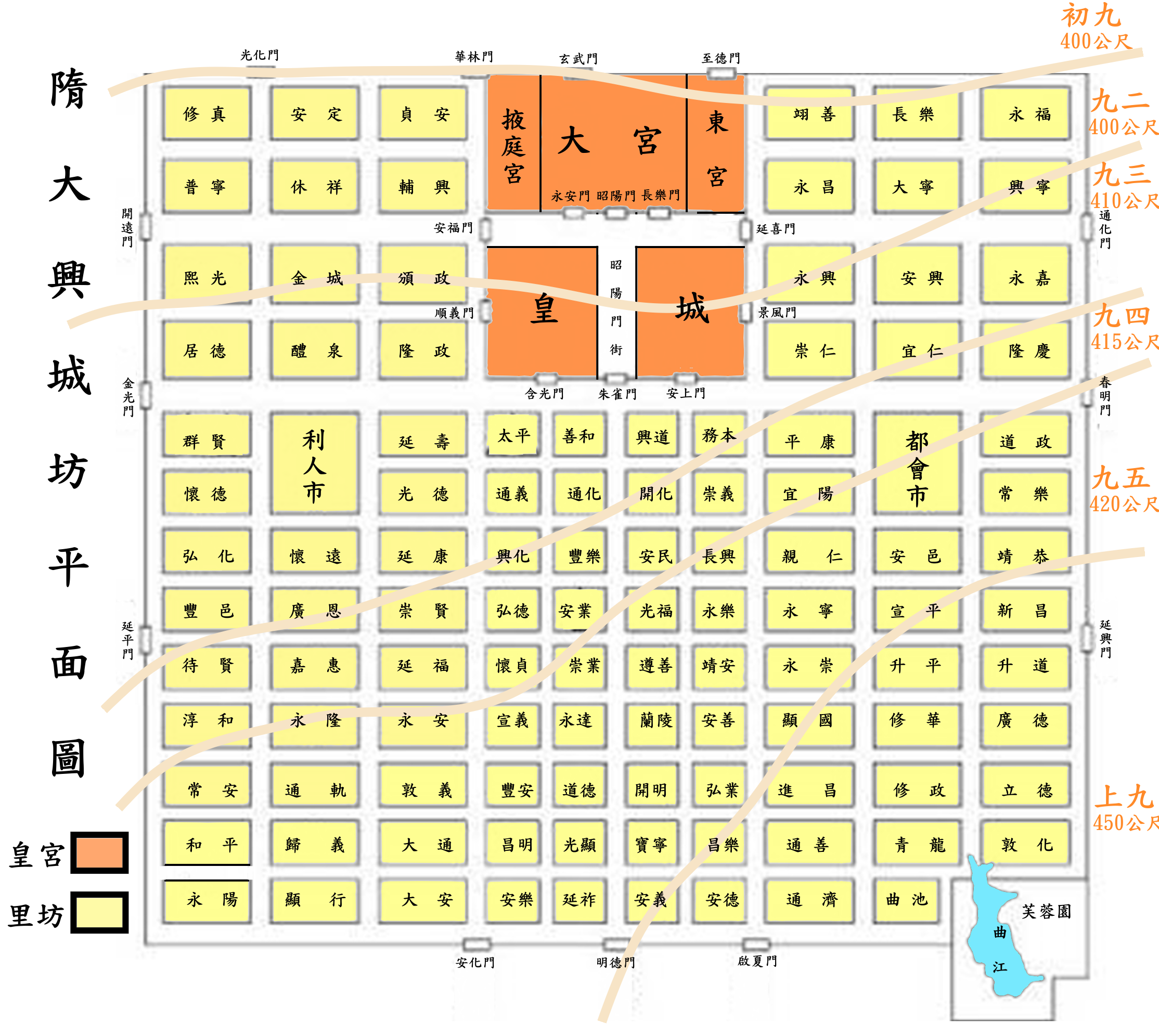
隋朝大興城城坊平面圖。

## 目前已知的坊望使用列表
| 姓名   | 身份 | 士族和房支           | 所居的坊           | 所居坊的所在地                       | 史料出处                                                                      |
| ------ | ---- | -------------------- | ------------------ | ------------------------------------ | ----------------------------------------------------------------------------- |
| 李吉甫 | 官吏 | 赵郡李氏西祖         | 安邑坊             | 长安朱雀门街东第四街街东从北第五坊   | 《唐国史补》 《新唐书》 《南部新书》 《资治通鉴音注》 《唐语林》 《云溪友议》 |
| 李宗闵 | 官吏 | 唐朝宗室小郑王房     | 靖安坊             | 长安朱雀门街东第二街街东从北第五坊   | 《南部新书》 《因话录》 《资治通鉴》 《云溪友议》 《幽闲鼓吹》 《唐语林》     |
| 杨汝士 | 官吏 | 弘农杨氏越公房       | 靖恭坊             | 长安朱雀门街东第五街街东从北第七坊   | 《长安志》 《海录碎事》 《宋史》 《南部新书》                                 |
| 杨虞卿 | 官吏 | 弘农杨氏越公房       | 靖恭坊             | 长安朱雀门街东第五街街东从北第七坊   | 《长安志》 《南部新书》                                                       |
| 杨汉公 | 官吏 | 弘农杨氏越公房       | 靖恭坊             | 长安朱雀门街东第五街街东从北第七坊   | 《长安志》 《南部新书》                                                       |
| 杨鲁士 | 官吏 | 弘农杨氏越公房       | 靖恭坊             | 长安朱雀门街东第五街街东从北第七坊   | 《长安志》 《南部新书》                                                       |
| 杨希古 | 官吏 | 弘农杨氏越公房       | 靖恭坊             | 长安朱雀门街东第五街街东从北第七坊   | 《海录碎事》 《玉泉子》                                                       |
| 杨收   | 官吏 | 弘农杨氏越公房       | 修行坊             | 长安朱雀门街东第四街街东从北第八坊   | 《北梦琐言》 《唐摭言》 《太平广记》 《南部新书》                             |
| 杨发   | 官吏 | 弘农杨氏越公房       | 修行坊             | 长安朱雀门街东第四街街东从北第八坊   | 《南部新书》                                                                  |
| 杨假   | 官吏 | 弘农杨氏越公房       | 修行坊             | 长安朱雀门街东第四街街东从北第八坊   | 《南部新书》                                                                  |
| 杨严   | 官吏 | 弘农杨氏越公房       | 修行坊             | 长安朱雀门街东第四街街东从北第八坊   | 《南部新书》                                                                  |
| 韦澳   | 官吏 | 京兆韦氏逍遥公房     | 通化坊（俗称驿坊） | 长安朱雀门街西第一街从北第二坊       | 《南部新书》                                                                  |
| 李景让 | 官吏 | 陇西李氏敦煌房       | 乐和坊             | 洛阳定鼎门街东第二坊凡六坊从南第一坊 | 《南部新书》 《新唐书》 《唐摭言》                                            |
| 刘崇望 | 官吏 | 河南刘氏             | 光德坊             | 长安朱雀门街西第三街北来第六坊       | 《资治通鉴音注》 《资治通鉴》                                                 |
| 郑珣瑜 | 官吏 | 荥阳郑氏北祖第二房   | 宣平坊             | 长安朱雀门街东第四街街东从北第六坊   | 《太平广记》                                                                  |
| 郑余庆 | 官吏 | 荥阳郑氏北祖第二房   | 昭国坊             | 长安朱雀门街东第三街街东从北第十坊   | 《太平广记》 《因话录》                                                       |
| 郑𬘡   | 官吏 | 荥阳郑氏南祖         | 昭国坊             | 长安朱雀门街东第三街街东从北第十坊   | 《酉阳杂俎》 《长安志》 《因话录》                                            |
| 郑注   | 官吏 | 鱼郑                 | 善和坊             | 长安朱雀门街西第一街街西从北第一坊   | 《资治通鉴考异》                                                              |
| 张言   | 平民 |                      | 宣阳坊             | 长安朱雀门街东第三街街东从北第六坊   | 《北里志》                                                                    |
| 王居士 | 平民 |                      | 长乐坊             | 长安朱雀门街东第四街街东从北第一坊   | 《唐阙史》                                                                    |
| 李正己 | 平民 |                      | 永乐坊             | 长安朱雀门街东第二街街东从北第四坊   | 《两京新记》                                                                  |
| 裴垍   | 官吏 | 河东裴氏东眷裴       | 光德坊             | 长安朱雀门街西第三街北来第六坊       | 《因话录》 《唐语林》                                                         |
| 王涯   | 官吏 | 乌丸王氏             | 永宁坊             | 长安朱雀门街东第三街北来第八坊       | 《唐语林》                                                                    |
| 王播   | 官吏 | 太原王氏第四房       | 光福坊             | 长安朱雀门街东第一街北来第六坊       | 《唐语林》                                                                    |
| 路岩   | 官吏 | 路氏                 | 新昌坊             | 长安朱雀门街东第五街北来第八坊       | 《剧谈录》                                                                    |
| 刘邺   | 官吏 | 丹阳刘氏             | 永宁坊             | 长安朱雀门街东第三街北来第八坊       | 《唐摭言》                                                                    |
| 裴坦   | 官吏 | 河东裴氏裴丕支系     | 太平坊             | 长安朱雀门街西第二街北来第一坊       | 《唐摭言》                                                                    |
| 杨凭   | 官吏 | 弘农杨氏越公房       | 履道坊             | 洛阳长夏门东第四街从南向北第二坊     | 《宋史》 《南部新书》                                                         |
| 杨凌   | 官吏 | 弘农杨氏越公房       | 履道坊             | 洛阳长夏门东第四街从南向北第二坊     | 《南部新书》                                                                  |
| 杨凝   | 官吏 | 弘农杨氏越公房       | 履道坊             | 洛阳长夏门东第四街从南向北第二坊     | 《南部新书》                                                                  |
| 郑延昌 | 官吏 | 荥阳郑氏北祖第二房   | 太平坊             | 长安朱雀门街西第二街北来第一坊       | 王涣墓志                                                                      |
| 李固言 | 官吏 | 赵郡李氏南祖         | 永宁坊             | 长安朱雀门街东第三街北来第八坊       | 《唐语林》                                                                    |
| 李蔚   | 官吏 | 陇西李氏姑臧大房     | 永宁坊             | 长安朱雀门街东第三街北来第八坊       | 《南部新书》                                                                  |
| 李德裕 | 官吏 | 赵郡李氏西祖         | 安邑坊             | 长安朱雀门街东第四街街东从北第五坊   | 《幽闲鼓吹》                                                                  |
| 杨於陵 | 官吏 | 弘农杨氏越公房       | 新昌坊             | 长安朱雀门街东第五街北来第八坊       | 《宋史》 《南部新书》                                                         |
| 王崇   | 官吏 |                      | 太平坊             | 长安朱雀门街西第二街北来第一坊       | 《唐摭言》                                                                    |
| 窦贤   | 官吏 |                      | 太平坊             | 长安朱雀门街西第二街北来第一坊       | 《唐摭言》                                                                    |
| 崔彦昭 | 官吏 | 清河崔氏清河小房     | 靖恭坊             | 长安朱雀门街东第五街街东从北第七坊   | 《长安志》                                                                    |
| 郑畋   | 官吏 | 荥阳郑氏房支不详     | 升道坊             | 长安朱雀门街东第五街街东从北第九坊   | 《剧谈录》 《黄御史集》                                                       |
| 卢携   | 官吏 | 范阳卢氏房支不详     | 靖恭坊             | 长安朱雀门街东第五街街东从北第七坊   | 《黄御史集》                                                                  |
| 裴休   | 官吏 | 河东裴氏东眷裴       | 升平坊             | 长安朱雀门街东第四街街东从北第九坊   | 《云溪友议》                                                                  |
| 崔邠   | 官吏 | 清河崔氏清河小房     | 靖恭坊             | 长安朱雀门街东第五街街东从北第七坊   | 《南部新书》                                                                  |
| 李鏻   | 官吏 | 唐朝宗室小郑王房     | 靖安坊             | 长安朱雀门街东第二街街东从北第五坊   | 《旧五代史》                                                                  |
| 裴定   | 官吏 | 河东裴氏中眷裴第三房 | 新昌坊             | 长安朱雀门街东第五街北来第八坊       | 《唐故银青光禄大夫明州刺史河东裴公（定）墓志铭并序》                          |
| 郭承嘏 | 官吏 | 太原郭氏             | 亲仁坊             | 长安朱雀门街东第三街北来第七坊       | 《全唐诗》                                                                    |